# Indogermanische Fabel
Die Indogermanische Fabel ist ein 1868 vom Sprachwissenschaftler August Schleicher verfasster kurzer Text, den er als Fabel in der rekonstruierten Ursprache Indogermanisch verstanden wissen wollte. Schleicher wollte mit diesem Text nicht nur einzelne rekonstruierte Wortformen, sondern auch deren syntaktische Verbindung im Satz zeigen. Zuerst hatte Schleicher versucht, bestehende Texte zu übersetzen, was ihm aber nicht glückte, da der Bestand an gesicherten indogermanischen Urwörtern zu gering war. Er dachte sich deshalb eine eigene kleine Geschichte aus.
Die erste Neufassung erschien 1939 von Hermann Hirt und die zweite 1979 von Winfred P. Lehmann und Ladislav Zgusta. 1997 erschien eine weitere von Douglas Quentin Adams in der Encyclopedia of Indo-European Culture (1997:501), 2007 eine von Frederik Kortlandt, 2008 eine von Rosemarie Lühr und 2017 eine von Carlos Quiles. 

## Fassungen
Schleicher (1868)
Avis akvāsas ka.
Avis, jasmin varnā na ā ast, dadarka akvams, tam, vāgham garum vaghantam, tam, bhāram magham, tam, manum āku bharantam. Avis akvabhjams ā vavakat: kard aghnutai mai vidanti manum akvams agantam.
Akvāsas ā vavakant: krudhi avai, kard aghnutai vividvant- svas: manus patis varnām avisāms karnauti svabhjam gharmam vastram avibhjams ka varnā na asti.
Tat kukruvants avis agram ā bhugat.
Schleichers deutsche Übersetzung mit seinen Ergänzungen in eckigen Klammern und erklärenden Umschreibungen in runden Klammern (1868)
[Das] schaf und [die] rosse.
[Ein] schaf, [auf] welchem wolle nicht war (ein geschorenes schaf){,} sah rosse, das [einen] schweren wagen fahrend, das [eine] große last, das [einen] menschen schnell tragend. [Das] schaf sprach [zu den] rossen: [Das] herz wird beengt [in] mir (es thut mir herzlich leid), sehend [den] menschen [die] rosse treibend.
[Die] rosse sprachen: Höre schaf, [das] herz wird beengt [in den] gesehen-habenden (es thut uns herzlich leid, da wir wissen): [der] mensch, [der] herr{,} macht [die] wolle [der] schafe [zu einem] warmen kleide [für] sich und [den] schafen ist nicht wolle (die schafe aber haben keine wolle mehr, sie werden geschoren; es geht ihnen noch schlechter als den rossen).
Dies gehört-habend bog (entwich) [das] schaf [auf das] feld (es machte sich aus dem staube).
Hirt (1939)
Owis ek’wōses-kʷe
Owis, jesmin wьlənā ne ēst, dedork’e ek’wons, tom, woghom gʷьrum weghontm̥, tom, bhorom megam, tom, gh’ьmonm̥ ōk’u bherontm̥. Owis ek’womos ewьwekʷet: k’ērd aghnutai moi widontei gh’ьmonm̥ ek’wons ag’ontm̥. Ek’wōses ewьwekʷont: kl’udhi, owei!, k’ērd aghnutai vidontmos: gh’ьmo, potis, wьlənām owjôm kʷr̥neuti sebhoi ghʷermom westrom; owimos-kʷe wьlənā ne esti. Tod k’ek’ruwos owis ag’rom ebhuget.
Lehmann und Zgusta (1979)
Owis eḱwōskʷe
Gʷərēi owis, kʷesjo wl̥hnā ne ēst, eḱwōns espeḱet, oinom ghe gʷr̥um woǵhom weǵhontm̥, oinomkʷe meǵam bhorom, oinomkʷe ǵhm̥enm̥ ōḱu bherontm̥. Owis nu eḱwobh(j)os (eḱwomos) ewewkʷet: "Ḱēr aghnutoi moi eḱwōns aǵontm̥ nerm̥ widn̥tei". Eḱwōs tu ewewkʷont: "Ḱludhi, owei, ḱēr ghe aghnutoi n̥smei widn̥tbh(j)os (widn̥tmos): nēr, potis, owiōm r̥ wl̥hnām sebhi gʷhermom westrom kʷrn̥euti. Neǵhi owiōm wl̥hnā esti". Tod ḱeḱluwōs owis aǵrom ebhuget.
Adams (1997)
H2óu̯is h1ék̂u̯ōs-kʷe
[Gʷr̥hxḗi] h2óu̯is, kʷési̯o u̯lh2néh4 ne (h1é) est, h1ék̂u̯ons spék̂et, h1oinom ghe gʷr̥hxúm u̯óĝhom u̯éĝhontm̥ h1oinom-kʷe ĝ méĝham bhórom, h1oinom-kʷe ĝhménm̥ hxṓk̂u bhérontm̥. h2óu̯is tu h1ek̂u̯oibh(i̯)os u̯eukʷét: 'k̂ḗr haeghnutór moi h1ék̂u̯ons haéĝontm̥ hanérm̥ u̯idn̥téi. h1ék̂u̯ōs tu u̯eukʷónt: 'k̂ludhí, h2óu̯ei, k̂ḗr ghe haeghnutór n̥sméi u̯idn̥tbh(i̯)ós. hanḗr, pótis, h2éu̯i̯om r̥ u̯l̥h2néham sebhi kʷr̥néuti nu gʷhérmom u̯éstrom néĝhi h2éu̯i̯om u̯l̥h2néha h1ésti.' Tód k̂ek̂luu̯ṓs h2óu̯is haéĝrom bhugét.
Kortlandt (2007)
ʕʷeuis ʔkeuskʷe
ʕʷeuis iosmi ʕuelʔn neʔst ʔekuns ʔe 'dērkt, tom 'gʷrʕeum uogom ugentm, tom m'geʕm borom, tom dgmenm ʔoʔku brentm. ʔe uēukʷt ʕʷeuis ʔkumus: kʷntske ʔmoi kērt ʕnerm ui'denti ʔekuns ʕ'gentm. ʔe ueukʷnt ʔkeus: kludi ʕʷuei, kʷntske nsmi kērt ui'dntsu: ʕnēr potis ʕʷuiom ʕulʔenm subi gʷormom uestrom kʷrneuti, ʕʷuimus kʷe ʕuelʔn neʔsti. To'd kekluus ʕʷeuis ʕe'grom ʔe bēu'gd.
Lühr (2008)
h2ówis h1ék’wōskwe
h2ówis, (H)jésmin h2wlh2néh2 ne éh1est, dedork’e (h1)ék’wons, tóm, wóg’hom gwérh2um wég’hontm, tóm, bhórom még’oh2m, tóm, dhg’hémonm h2oHk’ú bhérontm. h2ówis (h1)ék’wobhos ewewkwe(t): k’ḗrd h2ghnutoj moj widntéj dhg’hmónm (h1)ék’wons h2ég’ontm. (h1)ék’wōs ewewkw: k’ludhí, h2ówi! k’ḗrd h2ghnutoj widntbhós: dhg’hémō(n), pótis, h2wlnéh2m h2ówjom kwnewti sébhoj gwhérmom wéstrom; h2éwibhoskwe h2wlh2néh2 né h1esti. Tód k’ek’luwṓs h2ówis h2ég’rom ebhuge(t).
Quiles (2017), Schleicher‘s Fable (engl. f. Schleichers Fabel)
óu̯is éku̯ōs-kwe
óu̯is i̯ósmi u̯l̥nā né est éku̯ons dedórke, tom gwr̥hu̯úm u̯óghom u̯éghontm̥, tom mégām bhórom, tom dhghmónm̥ ōkú bhérontm̥. óu̯is éku̯obhos u̯eu̯kwét: „kērd ághnutor moi, dhghmónm̥ éku̯ons ágontm̥ u̯idn̥téi̯.” éku̯ōs u̯eu̯kwónt: “kl̥néu, óu̯i! kērd ághnutor nos u̯idn̥tbhós: dhghmōn, pótis, óu̯i̯os u̯l̥nām sébhei̯ gwhórmom u̯éstrom kwr̥néu̯ti. óu̯i̯om-kwe u̯l̥nā né esti”. Tod kekluu̯ṓs óu̯is ágrom bhugét.
Prägermanisch
Awiz eχwôz-uχe
Awiz, þazmai wullô ne wase, eχwanz gasáχwe, ainan kurun waganan wegandun, anþeran mekelôn burþînun, þridjanôn gumanun berandun. Awiz eχwamiz kwaþe: «Χertôn gaángwjedai mez seχwandi eχwanz gumanun akandun.» Eχwôz kwêdund: «Gaχáusî, awi, χertôn gaángwjedai unsez seχwandumiz: gumô, faþiz awjôn wullôn sez warman westran garwidi; avimiz wullô ne esti.» Þat gaχáusijandz awiz akran þlauχe.

## Fassung von Lehmann und Zgusta (1979)
Diese Fabelfassung weicht inhaltlich minimal von der Fassung von Schleicher ab; sie beginnt mit „Auf einem Hügel ...“. In englischer Übersetzung bedeutet sie: On a hill, a sheep that had no wool saw horses, one of them pulling a heavy wagon, one carrying a big load, and one carrying a man quickly. The sheep said to the horses: “My heart pains me, seeing a man driving horses”. The horses said: “Listen, sheep, our hearts pain us when we see this: a man, the master, makes the wool of the sheep into a warm garment for himself. And the sheep has no wool”. Having heard this, the sheep fled into the plain.
Hinweis: Die überarbeitete Version von Schleichers Fabel verwendet eine geänderte Schreibung, die von der üblichen Notierung des Proto-Indogermanischen abweicht. So werden h und w nicht hochgestellt, um Aspiration und Labialisierung zu bezeichnen. Außerdem werden die meisten Laryngale ausgelassen und – soweit sie bezeichnet werden – nicht näher unterschieden. Die ursprüngliche Version der Fabel – wie oben in der Tabelle aufgeführt – verwendet Schleichers Notation, die vom Sanskrit geprägt ist, aber j anstelle von y verwendet.

## Deutsche Übersetzung
Das Schaf und die Pferde
Ein Schaf, das keine Wolle mehr hatte, sah Pferde, eines einen schweren Wagen fahrend, eines eine große Last, eines einen Menschen schnell tragend. Das Schaf sprach: Das Herz wird mir eng, wenn ich sehe, dass der Mensch die Pferde antreibt. Die Pferde sprachen: Höre Schaf, das Herz wird uns eng, weil wir gesehen haben: Der Mensch, der Herr, macht die Wolle der Schafe zu einem warmen Kleid für sich und die Schafe haben keine Wolle mehr. Als es dies gehört hatte, floh das Schaf auf das Feld.

## Trivia
In dem Film Prometheus – Dunkle Zeichen erlernt der Androide David Indogermanisch unter anderem über das Rezitieren von Schleichers Fabel. Sein interaktiver Sprachlehrer für Indogermanisch wird in dieser Szene von Dr. Anil Biltoo gespielt, der auch als Sprachexperte für den Film fungierte. Später kann David seine Sprachkenntnisse zur Kommunikation mit einem der Konstrukteure nutzen.